# 網路星期一
網路星期一（英語：Cyber Monday）是美国感恩節假期後的一項常年促銷項目，通常是零售業將營業額從赤字轉變爲黑字的時間，商家降價促銷，尤其是網路商家，以刺激消費者購物需求。
該節日又稱為一年之中線上購物快速銷售的日子。